# Juegos gaélicos

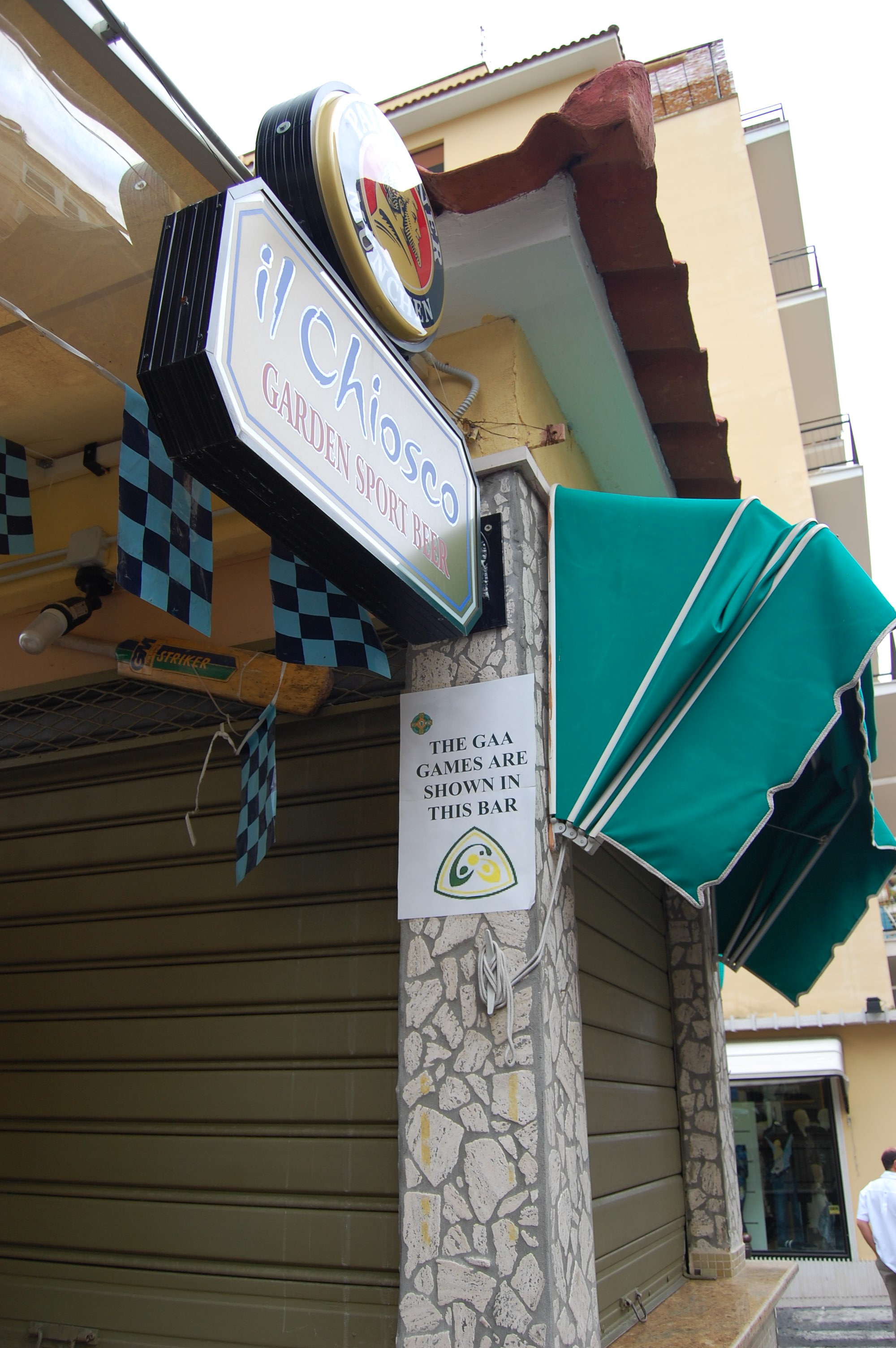
Los juegos gaélicos están presentes en todo el mundo. Este letrero en Sorrento, Italia, anuncia que en el bar se muestran juegos gaélicos.

Los Juegos gaélicos ( en irlandés: Cluichí Gaelacha) son deportes que se practican en Irlanda bajo los auspicios de la Asociación Atlética Gaélica (GAA). Incluyen fútbol gaélico, hurling, balonmano gaélico y rounders. También se juegan versiones femeninas de hurling y fútbol: camogie, organizado por la Asociación Camogie de Irlanda, y fútbol gaélico femenino, organizado por la Asociación de Fútbol Gaélico Femenino . Si bien las versiones femeninas no están organizadas por la GAA (con la excepción del balonmano, donde las competiciones de balonmano masculino y femenino están organizadas por la organización de balonmano GAA ), están estrechamente asociadas con ella.
Los clubes de juegos gaélicos existen en todo el mundo. Son los deportes más populares de Irlanda, por delante del rugby y el fútbol asociación . Casi un millón de personas (977.723) asistieron a 45 partidos de campeonatos sénior de la GAA en 2017 (un aumento del 29 % en hurling y del 22 % en fútbol con respecto a las cifras de 2016) combinado con la asistencia a otros partidos de campeonato y liga, lo que generó ingresos en la puerta de 34 391 635 €.
Los juegos gaélicos están designados dentro del plan de estudios de la escuela primaria designándoles una "consideración particular".

## Fútbol gaélico

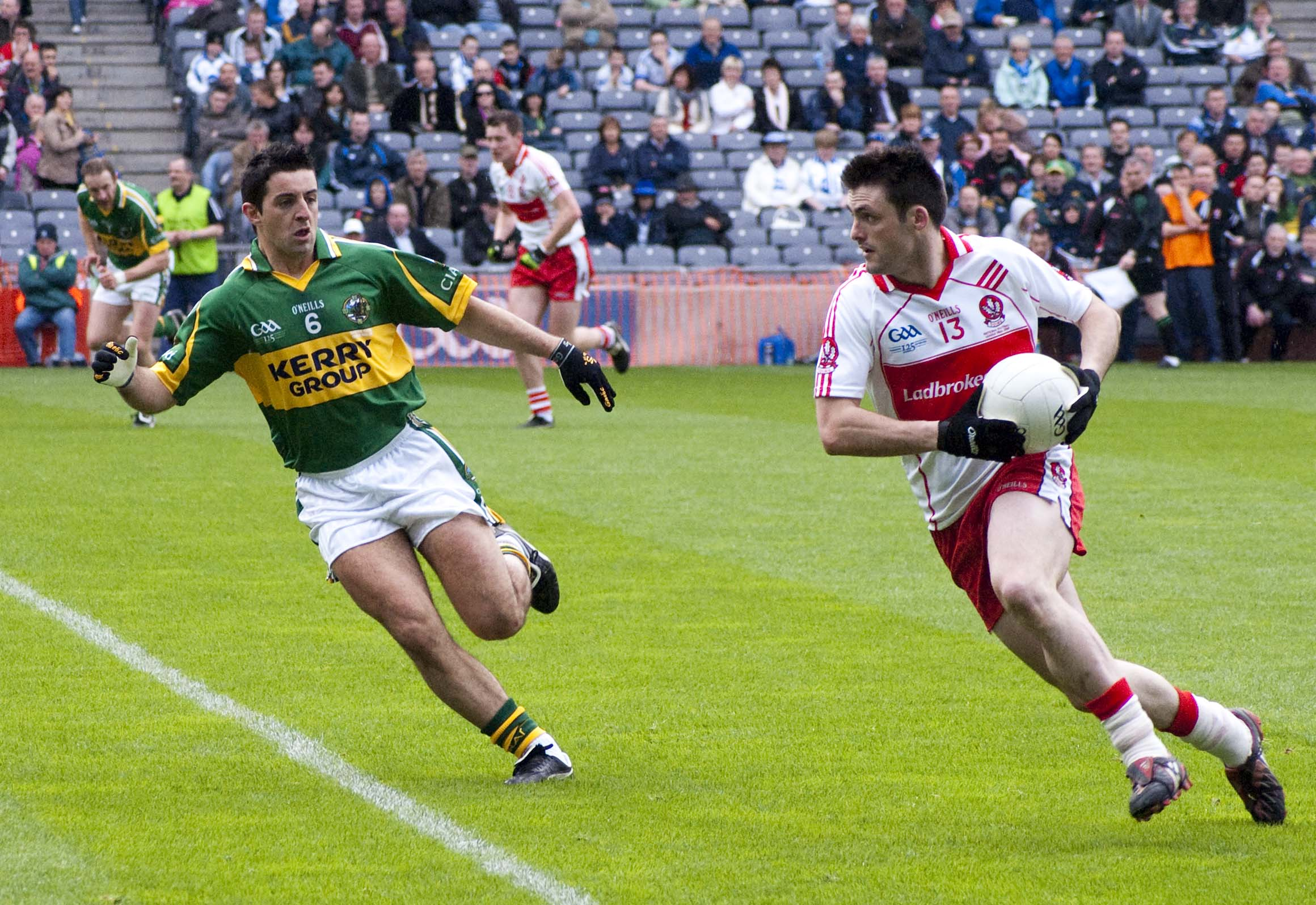
Los futbolistas Aidan O'Mahony (Kerry) y Eoin Bradley (Derry) durante la final de la Liga Nacional de 2009

El fútbol gaélico se juega en equipos de 15 en un campo de césped rectangular con porterías en forma de H en cada extremo. El objetivo principal es anotar conduciendo la pelota a través de las porterías, lo que se conoce como gol (vale 3 puntos), o pateando la pelota sobre la barra, lo que se conoce como punto (vale 1 punto). El equipo con la puntuación más alta al final del partido gana. La versión femenina del juego se conoce como fútbol gaélico femenino y es similar al juego masculino con algunos cambios menores en las reglas. Otros formatos con equipos de 7 a 11 jugadores se juegan en Europa, Medio Oriente, Asia, Argentina y Sudáfrica utilizando campos de fútbol o rugby más pequeños.

## Hurling

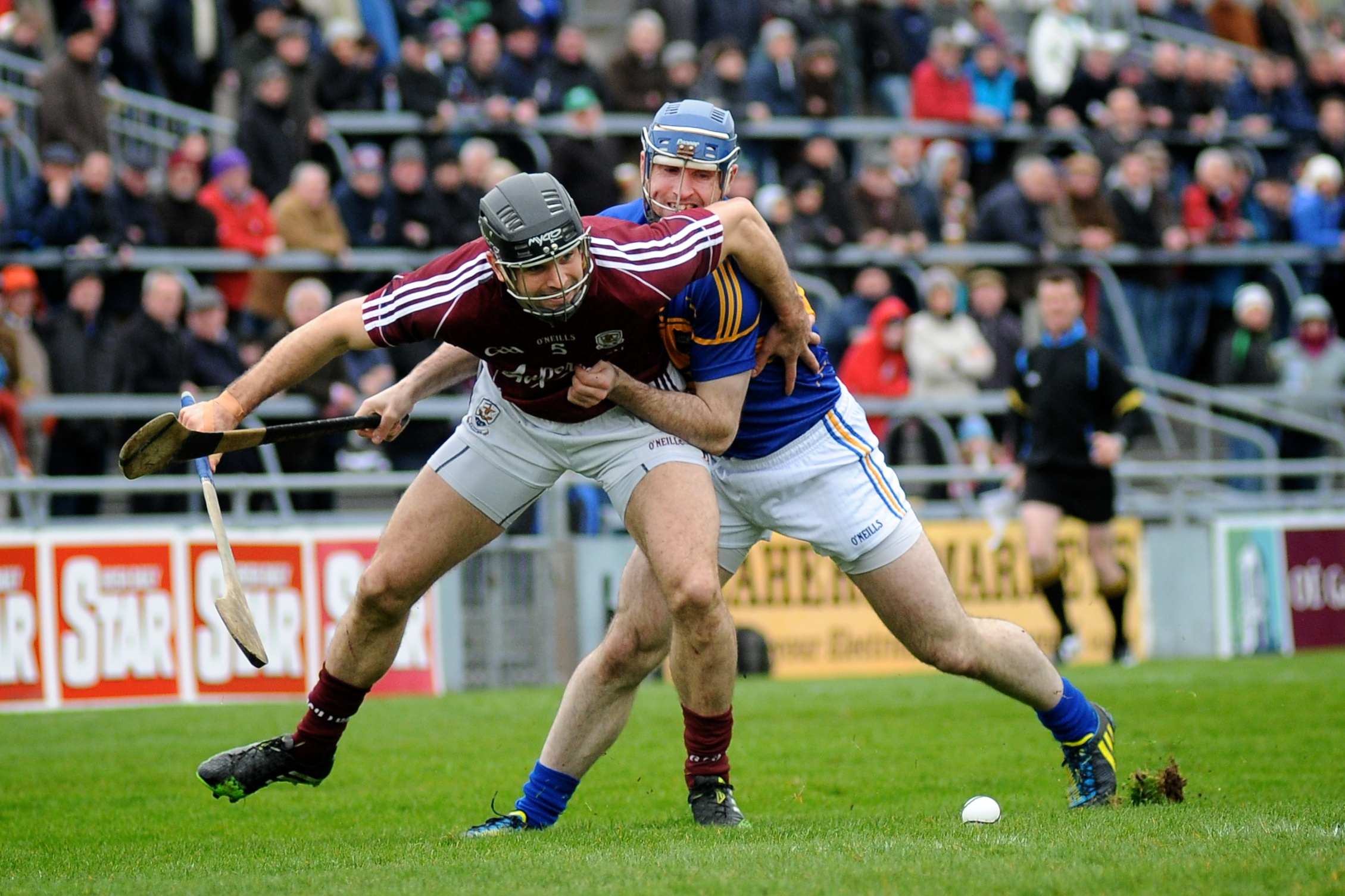
Hurlers David Collins (Galway) y Eoin Kelly (Tipperary) en la Liga Nacional 2014

El hurling es un juego de palo y pelota jugado por equipos de 15 en un campo de césped rectangular con porterías en forma de H en cada extremo. El objetivo principal es anotar conduciendo la pelota a través de las porterías o pasando la pelota por encima de la barra y, por lo tanto, anotar un punto. Tres puntos es el equivalente a un gol. El equipo con la puntuación más alta al final del partido gana. Tiene más de 3 mil años y se dice que es el juego de campo más rápido del mundo, combinando habilidades de lacrosse, hockey sobre césped y béisbol en un juego contundente y altamente hábil. La versión femenina del juego se conoce como camogie y es muy similar al hurling con algunos cambios menores en las reglas. Otros formatos con equipos de 7 a 11 jugadores se juegan en Europa, Medio Oriente, Asia, Argentina y Sudáfrica utilizando campos de fútbol o rugby más pequeños.

## Balonmano gaélico
El balonmano gaélico es un juego en el que dos jugadores usan sus manos para devolver una pelota contra una pared. El juego es similar al balonmano americano . Hay cuatro códigos de balonmano: Softball (también conocido como '60x30' o 'gran callejón' debido a las dimensiones de la cancha de juego), 4 paredes (también conocido como '40x20' o 'pequeño callejón'), 1 pared y Hardball (también se puede conocer como '60x30'; se juega en la misma cancha que el softbol). El balonmano de 1 pared es la versión internacional más popular del balonmano y se juega en más de 30 países. El organismo rector del deporte, GAA Handball, supervisa y promueve el juego en Irlanda.

## Rounders
Rounders es un juego de bate y pelota que se juega en Irlanda; una versión similar se juega en el Reino Unido. Rounders está organizado por una subdivisión de la GAA conocida como Rounders Council of Ireland. Es similar al juego americano de softbol .

## Otros juegos gaélicos
Otros juegos gaélicos, como el atletismo gaélico, se han extinguido casi o por completo. Cuando se fundó, la GAA organizó una serie de competiciones de atletismo gaélico, pero pasó la responsabilidad a la Asociación Nacional de Atletismo y Ciclismo en 1922. Los Tailteann Games con atletismo gaélico se llevaron a cabo hasta 1932, en Teltown, tratando de celeberar Irlanda como estado libre su devoción por la diosa Tailtiu